# Bernkasteler Doctor
Koordinaten: 49° 55′ 0″ N, 7° 4′ 42″ O

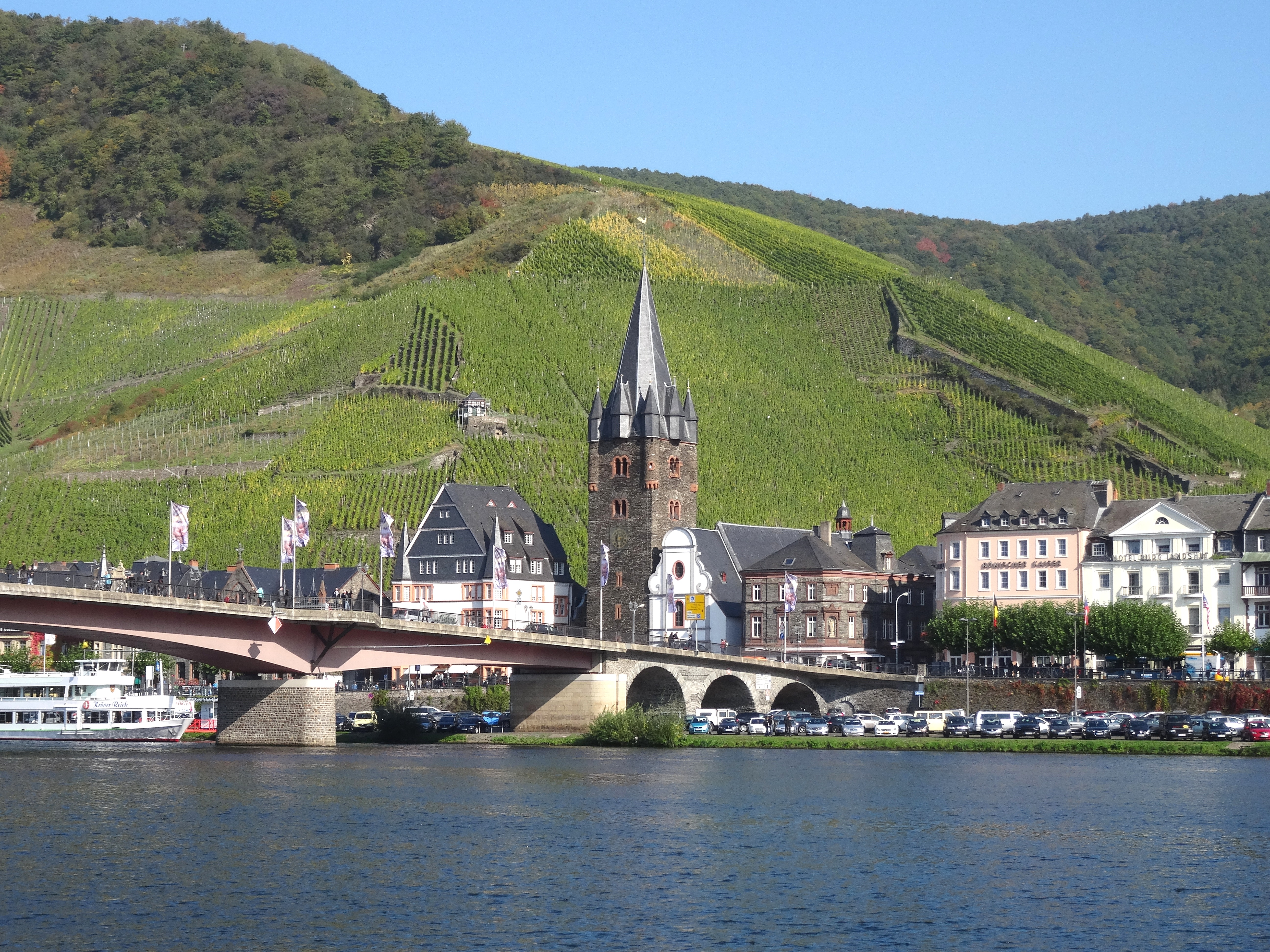
Weinlage „Bernkasteler Doctor“ mit Altstadt

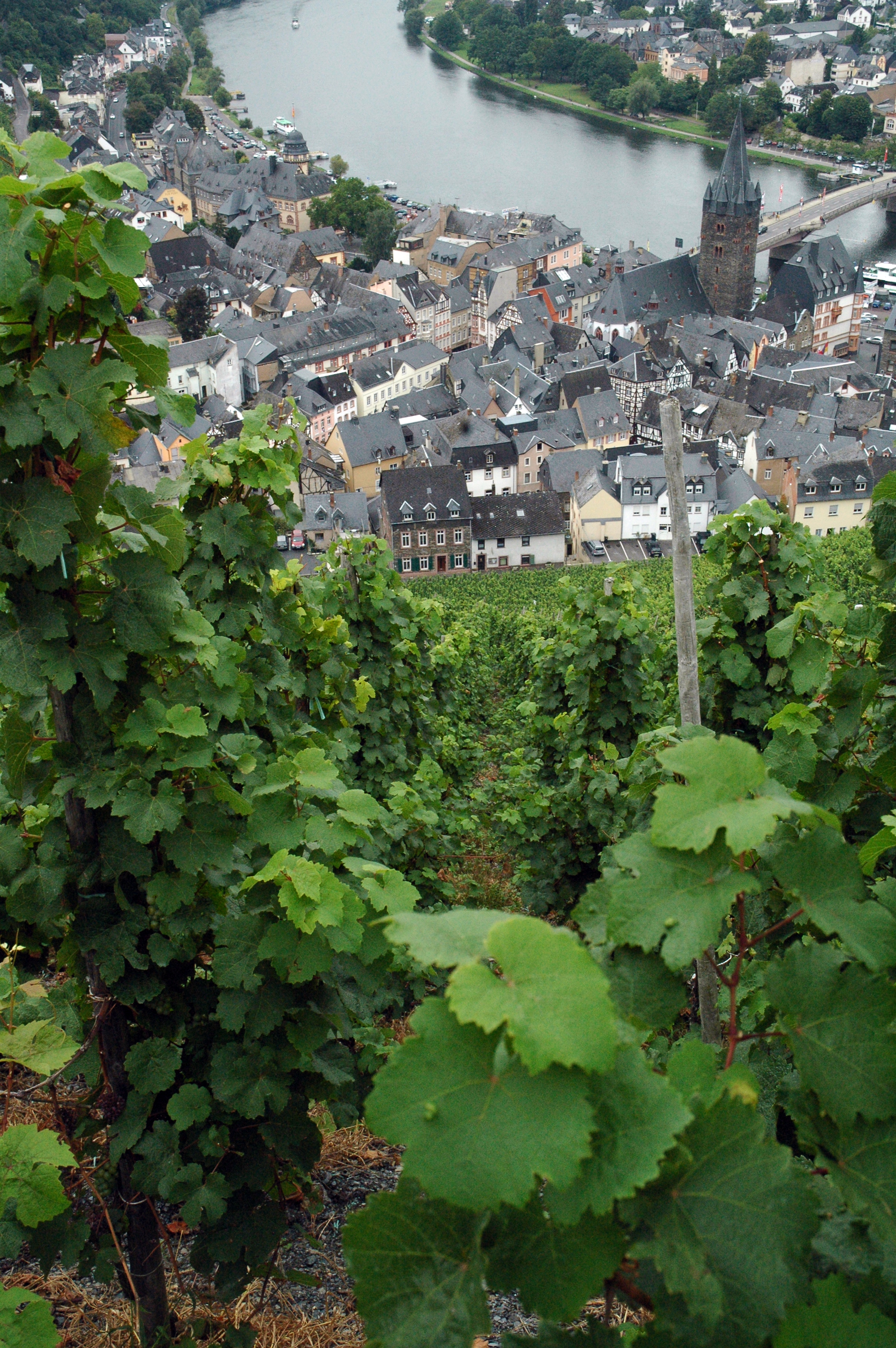
Blick vom Bernkasteler Doctor auf Bernkastel-Kues und die Mosel

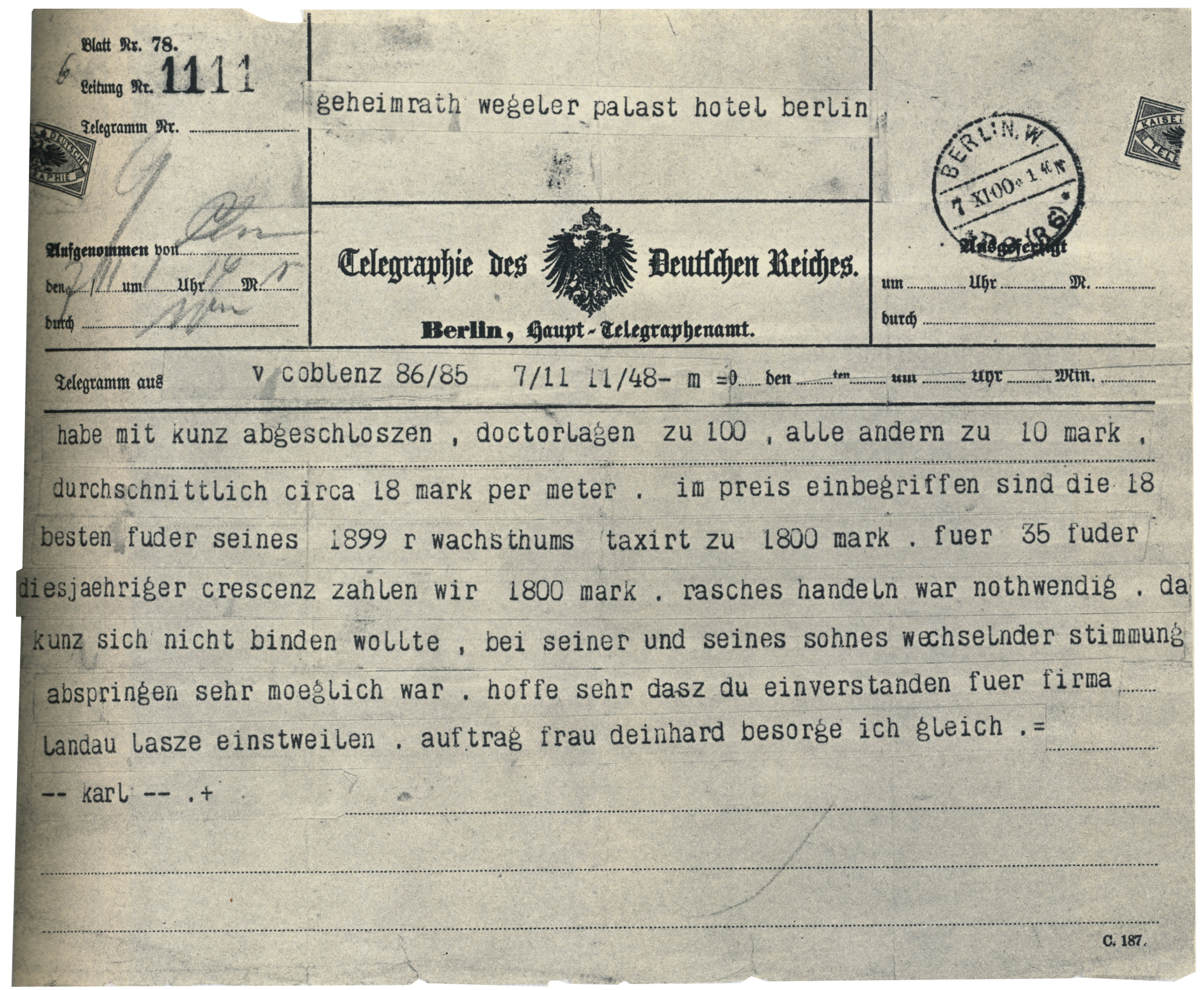
Telegramm vom 7. November 1900, in dem Karl Wegeler seinem Bruder Julius Wegeler den erfolgreichen Kauf des Bernkasteler Doctor mitteilt

Der Bernkasteler Doctor ist eine deutsche Einzellage innerhalb der Großlage Badstube, direkt über dem historischen Ortskern von Bernkastel-Kues an der Mittelmosel. Sie gilt als eine der berühmten und einst teuersten Weinbergslagen der Welt. Einige der dort erzeugten Rieslingweine werden von Weinkritikern und Experten des Weinmarktes zu den besten Weißweinen gezählt.

## Weinbau
In der 3,25 Hektar großen Steillage wird ausschließlich Riesling kultiviert. Die Exposition ist Süd-Südwest. Der Boden aus verwittertem Tonschiefer ist von steinig-lehmigem Charakter. Er bringt Weine hervor, die oft feinnervig strukturiert sind und zugleich ein kräftig-würziges Geschmacksbild entwickeln können. Erzeugt werden in der Regel Prädikatsweine. Wegen der Steigung und dadurch bedingten Handarbeit in der Lage ist der Anbau kostenintensiv und sehr aufwändig (→ Steillagenweinbau).
Der Bernkasteler Doctor wird weinbaulich bewirtschaftet von den Weingütern Geheimrat J. Wegeler (1,1 ha), Wwe. Dr. H. Thanisch – Erben Thanisch, Weingut Wwe. Dr. H. Thanisch – Erben Müller-Burggraef, Patrick Lauerburg und Reichsgraf von Kesselstatt. Eine Parzelle von 0,26 ha ist im Besitz der Heilig-Geist-Stiftung, sie wurde ab 2016 für neun Jahre an die Weingüter Schloss Lieser und Markus Molitor verpachtet. Der Pachtzins beträgt hierfür durchschnittlich 7,75 € pro Jahr und m². Das Weingut Reichsgraf von Kesselstatt hatte bis Ende 2014 0,06 ha von Wegeler gepachtet.

## Geschichte
Der Ursprung des Namens ist nicht eindeutig geklärt. Dass der Wein des Doctorberges bereits den Trierer Kurfürsten Boemund II. während eines Aufenthaltes auf der Burg Landshut von einer schweren Krankheit geheilt haben soll, gehört ins Reich der Legende. Die erste urkundliche Erwähnung fällt in das Jahr 1677. Damals erbte ihn der Geistliche Rat Heinrich Linden. Belegt ist allerdings, dass ihn König Edward VII. von Großbritannien als „Medizin“ trank. Im Jahr 1900 erwarb Geheimrat Julius Wegeler, Mitinhaber der Sektkellerei Deinhard, eine 43,22 Ar große Parzelle am Doctorberg zum Preis von 100 Goldmark pro Rebstock inklusive der im Keller befindlichen Weine. Seither hat die Steillage den Ruf, Deutschlands teuerster Weinberg zu sein, da dieser Kaufpreis bislang (Stand 2012) für einen deutschen Weinberg nie wieder erreicht wurde.
Wertschätzung erfuhren die Doctor-Weine auch von Kaiser Wilhelm II., General Dwight D. Eisenhower, Konrad Adenauer und König Eduard VII. Belegt ist, dass die Adenauer-Delegation auf ihrer Moskau-Reise im September 1955 Flaschen der 1950er Bernkasteler Doctor Spätlese mitführte, die bei den entscheidenden diplomatischen Gesprächen am 11. September beim deutschen Mittagessen in der Datscha gereicht und auch als Gastgeschenke an Bulganin, Chruschtschow und Molotow überreicht wurden.